# Краб (остров)
Краб — небольшой остров южной группы Большой гряды Курильских островов. Является островком-спутником Урупа.

## География
Представляет собой возвышенность перед входом в залив Щукина, возле юго-западного берега гораздо более крупного о. Уруп, напротив устья реки Камы. Площадь острова невелика, он не всегда отображается на картах.
Имеет неправильную, в целом округлую форму диаметром около 300 м с узким внутренним заливом, которая, если смотреть сверху, напоминает силуэт клешни краба, поэтому остров носит такое название.
К острову с разных сторон примыкает архипелаг, состоящий из ещё более мелких скальных образований, рифов и одиночных скал, частично или полностью обсыхающих во время отлива. Расположены по направлению к берегу острова Уруп. За счёт цепи скальных пород, выступающих над водой, длина пролива между островами Краб и Уруп во время отлива сокращается с 1,5 до 0,4 км.
Геология
Геология островов Курильской гряды — 90% вулканической лавы. Характерны для Курил вулканические котлы – кальдеры, морские впадины с плоским или изрезанным лавой дном, округлые по форме. На острове Краб нет действующих или потухших вулканов, по строению он близок к вулканическому конусу, состав которого похож на слоистый пирог, сложенный из рыхлых вулканических продуктов (пемза, пепел, шлак и т. д.) и лавовых потоков.
Остров Краб безлесен, как и множество других мелких островков, растительность представлена, в основном, кустарником. Он отделён от Урупа мелководным проливом, загромождённым множеством банок, мелей и рифов. Берега, как и у большинства островов Курильской гряды, по большей части обрывисты, окаймлены отдельно лежащими скалами, камнями и рифами. Необитаем.
Климат
Климат океанического типа с прохладным влажным летом и мягкой зимой с устойчивым снежным покровом в третьей декаде ноября, который сходит в начале мая. Архипелаг часто окутывают туманы, поэтому он представляет собой опасность для навигации. Густой туман обусловлен выходом на поверхность океана холодных глубинных вод. Возле острова Уруп продолжительность тумана без перерыва может составлять 7,5 суток. В январе средняя температура составляет -5,1°С, в августе – +10,7°С. Абсолютный минимум изменяется от -19°С в центре, до -27°С на юге, абсолютный максимум составляет +32°С.
Среднегодовая скорость ветра на юге составляет 5,7 м/сек, на севере – 6,4 м/сек, на средних Курилах – 7,8 м/сек. Зимой средняя скорость ветра 8-12 м/сек. Зимой преобладают ветры северо-западных направлений, летом – южных и юго-восточных .

## История
Остров Краб вместе с островом Уруп (а также Итурупом и Кунаширом) был открыт в 1643 году голландским мореплавателем М. Г. Де-Фризом. В 1719 «Землю Курильскую» впервые нанёс на карту Семен Ремезов. C 1855 года был введён в действие Симодский трактат, согласно которому границы между Россией и Японией проходили между островами Итуруп и Уруп.
В 1875 году по Петербургскому договору вошёл в состав Японской империи.
Согласно административно-территориальному делению Японии остров стал относиться к уезду (гуну) Уруппу (т.е. Уруп в японском произношении), который охватывал не только сам Уруп, но и все острова на север до Броутона. Уезд в свою очередь входил с 1876 по 1882 год в состав провинции Тисима под управлением Комиссии по колонизации Хоккайдо; с 1882 до 1886 года — в состав префектуры Нэмуро, после — префектуры Хоккайдо.
С 1945 года остров находится в составе РСФСР.
2 февраля 1946 года включён в состав Южно-Сахалинской области.
2 января 1947 года включён в состав Сахалинской области.
С 1991 года в составе Российской Федерации. Административно входит в Курильский городской округ Сахалинской области.

### Особая позиция Японии по территориальной принадлежности острова
Используя в территориальном споре с Россией фактор Сан-Францисского мирного договора 1951 года, который не был подписан СССР, японское правительство, тем не менее, опирается на те варианты толкований договоренностей между союзниками — СССР, США, Великобританией и Китаем — которые подкрепляют японскую позицию. В частности, поскольку в Сан-Францисском договоре не оговаривается, в пользу какого государства Япония отказывается от своих прав на Курилы, принадлежность острова, по мнению японского правительства, до сих пор не определена, а за Россией признаётся лишь «фактический контроль».

## Фауна
По данным экспедиции 2006 года на острове, как и на соседнем о. Уруп, размещались лежбища антура, тюленя обыкновенного островного (Phoca vitulina), калана, сивуча, пёстрой нерпы. Вдали от берега встречаются китообразные: касатка, дельфин.
В прибрежных водах обитают кальмары, крабы, морские звёзды и ежи.
Так как остров безлюден, угрозы местообитаниям пернатых нет.

## См.также
- Острова-«спутники» Урупа